# Van Maanen (Mondkrater)
Van Maanen ist ein Einschlagkrater auf der Mondrückseite.
Der Krater Van Maanen liegt auf der Nordhälfte der erdabgewandten Seite, ungefähr auf halbem Wegen zwischen dem größeren Krater Fabry und dem Mare Moscoviense. In unmittelbarer Umgebung finden sich Tesla im Nordwesten, Kidinnu im Westen, Hogg im Südwesten sowie Nijland in südöstlicher Richtung.
Der Krater ist stark erodiert und sehr alt, seine Entstehungszeit wird der pränektarischen Periode zugerechnet.

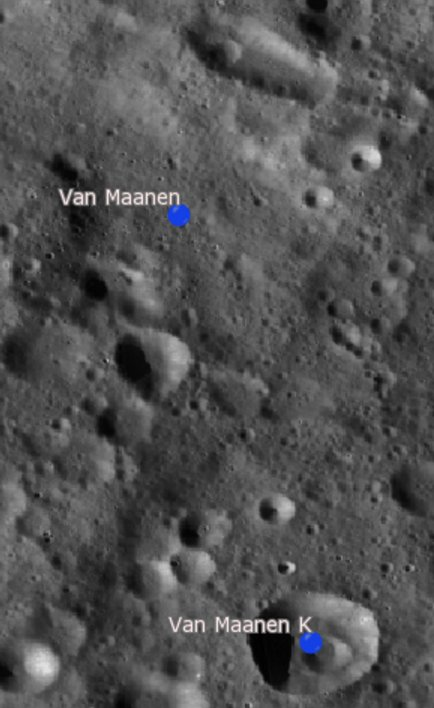
Van Maanen mit seinem Nebenkrater

Van Maanen hat einen mit K bezeichneten Nebenkrater:
| Buchstabe | Position            | Durchmesser | Link |
| --------- | ------------------- | ----------- | ---- |
| K         | 32,89° N, 129,14° O | 23 km       |      |

Der Krater wurde 1970 von der IAU offiziell nach dem niederländisch-US-amerikanischen Astronomen Adriaan van Maanen benannt.